# Buchin
Buchin é uma comuna romena localizada no distrito de Caraș-Severin, na região de Banato. A comuna possui uma área de 82.35 km² e sua população era de 2138 habitantes segundo o censo de 2007.